# Peter Wood (diretor)
Peter Wood (Colyton, Devon, 8 de outubro de 1927 - 11 de fevereiro de 2016) foi um diretor de cinema inglês.
Seu primeiro trabalho foi dirigir a obra de Harold Pinter, The Birthday Party no Lyric Theatre em Hammersmith, e posteriormente em Loot, de Joe Orton. Wood também foi responsável por dirigir peças de Tom Stoppard.